# Ulv i fåreklæder
Ulv i fåreklæder (originaltitel: Волки и овцы: бе-е-е-зумное превращение, Volki i ovtsy. Be-e-e-zumnoe prevrashchenie) er en russisk animeret film instrueret af Andreï Galat og Maxime Volkov og udgivet i 2016.

## Handling
Denne fortælling handler om en fåreflok, som får deres fredlige tilværelse afbrudt, da nogle ulve slår sig ned i en nærliggende kløft. Ulveflokkens leder skal finde sin eftertræder, og den stærke Ragear stiller op. Kun én tør udfordre ham: Den fjogede Grå, som drømmer om at genvinde ulven Biancas kærlighed. Men Grå står over for en anden udfordring, da han møder en spåkone, som giver ham en magisk eliksir. Den næste dag vågner Grå op i ulvehulen som et får!

## Medvirkende
| Rolle       | Russisk               | Engelsk                | Dansk                      |
| ----------- | --------------------- | ---------------------- | -------------------------- |
| Grå         | Alexander Petrov      | Tom Felton             | Simon Stenspil             |
| Bianca      | Elizaveta Boyarskaya  | Ruby Rose              | Pernille Hilgart           |
| Rakker      | Sergei Bezrukov       | Jim Cummings           | Nis Bank-Mikkelsen         |
| Isegrim     | Andrey Barkhudarov    | Rich Orlow             | Torbjørn Hummel            |
| Mini        | Yuriy Tarasov         | Thomas Ian Nicholas    | Sebastian Jessen           |
| Noller      | Yuriy Menshagin       | Lex Lang               | Oliver Berg                |
| Sarabi      | Kseniya Bolshakova    | Anne Hathaway          | Sandra Nynne Jensen        |
| Lea         | Ekaterina Afrikantova | Emily Bauer            | Sara Ekander Poulsen       |
| Lyra        | Katya lowa            | China Anne McClain     | Helene Wolhardt Moe        |
| Krølle      | Yuriy Galtsev         | Ross Marquand          | Daniel Vognstrup Jørgensen |
| Mos         | Diomid Vinogradov     | Peter Linz             | Malte Milner Find          |
| Belgur      | Nikita Prozorovskiy   | Tyler Bunch            | Mathias Klenske            |
| Ma-Ha-Thias | Yekaterina Semenova   | Alyson Leigh Rosenfeld | Özlem Saglanmak            |
| Bræge-Rik   | Irina Vilenkina       | Sarah Natochenny       | Sandra Nynne Jensen        |
| Ib          | Eduard Dvinskikh      | Marc Thompson          | Benjamin Hasselflug        |
| Louis       | Dmitriy Filimonov     | J.B. Blanc             | Christian Damsgaard        |
| Klint       | Andrey Rozhkov        | Jim Cummings           | Mathias Klenske            |